# Непростимий гріх (фільм, 1919)
Непростимий гріх (англ. The Unpardonable Sin) — американська воєнна драма режисера Маршалла Нейлана 1919 року.

## Сюжет
На початку Першої світової війни, мати і одна з її двох дочок захоплені в полон до німців. Інша дочка їде з Америки, щоб знайти їх у постраждалій від війни Бельгії.

## У ролях
- Бланш Світ — Аліса Паркот / Дінні Паркот
- Едвін Стівенс — Стівен Паркот
- Мері Олден — місіс Паркот
- Метт Мур — Нол Віндзор
- Веслі Беррі — Джордж Вашингтон Стікер
- Воллес Бірі — полковник Клем
- Булл Монтана — грубіян
- Боббі Коннеллі — бойскаут
- Джон Де Лейсі